# Liste de canulars
 (décembre 2020).
Cette liste de mystifications et mystificateurs regroupe les mystifications, impostures et canulars ayant marqué divers domaines, ainsi que leurs auteurs.

## Mystifications audiovisuelles
- 1995 : commercialisation par la chaîne de télévision française TF1 d'un film intitulé L'extra-terrestre de Roswell, prétendant démontrer l'existence de cet extraterrestre, et diffusion par la chaîne d'extraits de ce film ; la chaîne Arte dénonce ce canular en diffusant son propre faux documentaire lors d'une soirée titrée Extraterrestres, la preuve. Le film de TF1 a été vendu à 27 pays pour une somme totale estimée à 30 millions de francs[1],[2].

- 2002 : le documentaire Opération Lune de William Karel[3].

- 2002 : l'annonce de la dissolution de l'Organisation mondiale du commerce (OMC) par les Yes Men[4].

- 2004 : Le service de location de punks du webzine Crobard, pris au sérieux par des reporters de TF1[5].

- 2004 : l’annonce par les Yes Men du dédommagement des victimes de la catastrophe de Bhopal.[réf. souhaitée]

- 2004 : l'annonce d'un suicide massif au Japon par ingestion de poches de silicone dû au retard de sortie du jeu vidéo Dead or Alive Online (en)[6],[7].

- 2005 : l’émission de télé-réalité Space Cadets (en)[8].

- 2005 : l'interview de Patrick Balkany par les Yes Men (au sujet de la Pauvreté en France)[9]

- 2006 : Bye Bye Belgium, émission spéciale de la RTBF du 13 décembre 2006 annonçant la sécession de la Flandre[10].

- 2007 : Alexis Debat, un fabulateur ayant conduit « une série de fausses entrevues avec des hommes politiques américains, dont une avec Barack Obama »[11].

- 2009 : le faux communiqué des Yes Men annonçant un revirement majeur du gouvernement canadien au sommet de l'ONU sur les changements climatiques à la conférence de Copenhague, Danemark, en décembre 2009[12].

## Personnages fictifs
- vers 1255 : la Papesse Jeanne.[réf. souhaitée]
- vers 1760 : le barde écossais Ossian.[réf. souhaitée]
- vers 1770 : le moine poète Thomas Rowley, auteur fictif auquel le jeune poète Thomas Chatterton attribua ses écrits .
- 1825 : la dramaturge et comédienne espagnole Clara Gazul, créée par Prosper Mérimée.
- vers 1850 : l’écrivain russe Kozma Proutkov.
- 1894 : la poétesse grecque Bilitis.
- 1910 : le peintre Boronali[13].
- 1913 : l’« éducateur de la démocratie » Hégésippe Simon.
- 1927 : l’éternel étudiant George P. Burdell.
- 1935 : le mathématicien Nicolas Bourbaki[14].
- 1949 : l'inventeur de la pince à linge Jérémie-Victor Opdebec[15].
- 1953 : Jean-Sébastien Mouche, inventeur des bateaux du même nom.
- 1955 : Le cinéaste « maudit » Maurice Burnan[16].
- 1958 : l’artiste catalan Jusep Torres Campalans.[réf. souhaitée]
- 1967 : le génie tchèque Jára Cimrman.[réf. souhaitée]
- 1969 : l'écrivain et poète Marc Ronceraille.[réf. souhaitée]
- 1978 : le savant Claude Émile Jean-Baptiste Litre dans le but de justifier l'utilisation d'un L en lettre majuscule pour symboliser les litres.[réf. souhaitée]
- 1985 : le lanceur prodige des Mets de New York, Hayden « Sidd » Finch[17].
- 1994 : le peintre aborigène australien Eddie Burrup, en fait l'artiste et écrivaine australienne Elizabeth Durack (1915-2000).
- 1995 : le philosophe Jean-Baptiste Botul. Philosophe fictif inventé par Frédéric Pagès, célèbre pour avoir piégé Bernard-Henri Lévy[18]
- 2004 : le héros communiste Henryk Batuta (canular de Wikipédia en polonais)[19].
- 2006 : le chanteur belge Chris Conty[20].
- 2007 : l'humaniste et savant naturaliste Léon Robert de l’Astran[21].
- 2009 : l'auteur Judith Forest[réf. souhaitée].
- 2012 : Alan MacMasters, inventeur du grille-pain.
- [Quand ?] : le compositeur H. Van den Budenmayer.[réf. souhaitée]
- [Quand ?] : l'auteur Caroline Quine.[réf. souhaitée]
- 1974 - 1980 : le romancier Emile Ajar[22].
- [Quand ?] : le chanteur molvanien Zladko Vladcik[23].

## Animaux fictifs
- traditionnel : le Dahu, bête dont les pattes droites n'ont pas la même longueur que les gauches car il vit sur les pentes des collines[24],[25]
- traditionnel : le Haggis sauvage.[réf. souhaitée]
- 1961 : les Rhinogrades, taxon imaginé par le naturaliste allemand Gerolf Steiner dans son livre-canular Anatomie et biologie des Rhinogrades.
- début du XXe siècle : le Skvader.[réf. souhaitée]

## Partis et évènements politiques fictifs
- 1910 : le canular du Dreadnought en 1910.
- 1929 : l'affaire des « Poldèves » et de la Poldévie, canular politique monté par l'Action française.
- 1965 : le « Mouvement Ondulatoire Unifié » fondé par Pierre Dac.[réf. souhaitée]
- 2004 : Die PARTEI, faux parti créé par le magazine satirique allemand Titanic.
- 2008 : la candidature de Christopher Walken à l’élection présidentielle américaine de 2008[26].
- 1963 : le Parti Rhinocéros canadien.[réf. souhaitée]

## Impostures scientifiques
- 1613 : le géant Theutobocus[réf. souhaitée].
- 1835 : la découverte de la vie sur la Lune.[réf. souhaitée]
- 1872 : l'Ompax spatuloides Castelnau, un poisson découvert en Australie[27].
- 1912 : l’Homme de Piltdown.
- 1966 : la planète Ummo.
- 1975 : l'annonce que {\displaystyle e^{\pi {\sqrt {163}}}} est un nombre entier[28] par Martin Gardner (voir l'article Nombre presque entier).
- 1975 : le chat F. D. C. Willard écrit des articles scientifiques.
- 2003 : canular sur Mars.

## Canulars artistiques
- 1998 : la biographie du peintre américain Nat Tate, créée par William Boyd[29].
- 1910 : le peintre Joachim-Raphaël Boronali, en fait la queue d'un âne trempée dans de la peinture. Canular mené par l'écrivain Roland Dorgelès[30].
- 1920 : Rrose Sélavy, pseudonyme féminin de Marcel Duchamp[31].
- 1989 : le bestiaire et les documents de la série Fauna, fausses découvertes crypto-zoologiques du soi-disant Professeur Ameisenhaufen (qui, en fait, est le photographe plasticien catalan Joan Fontcuberta)[32].

## Canulars littéraires
- 1796 : Vortigern and Rowena, œuvre apocryphe de Shakespeare.[réf. souhaitée]
- 1971 : l'autobiographie d'Howard Hughes par Clifford Irving.[réf. souhaitée]
- 1976 : The Education of Little Tree par Asa Earl Carter.[réf. souhaitée]
- 1996 : Transgresser les frontières : vers une herméneutique transformative de la gravitation quantique (Transgressing the Boundaries : Toward a Transformative Hermeneutics of Quantum Gravity) par Alan Sokal, à l'origine de l'Affaire Sokal.[réf. souhaitée]
- 2009 : l'écrivain Félicien Marbœuf, inventé par Jean-Yves Jouannais dans Artistes sans œuvres, éditions Verticales-Phase deux.[réf. souhaitée]
- [Quand ?] : Fragments: Memories of a Wartime Childhood 1939-1948 par Binjamin Wilkomirski.[réf. souhaitée]
- 1948 : Les Propriétés endochroniques de la Thiotimoline resublimée par Isaac Asimov.[réf. souhaitée]

## Divers
- 1885 : le canular de Taxil à propos de la Franc-maçonnerie.[réf. souhaitée]
- 1895 : le canular de la pomme de terre Maggie Murphy (Colorado)[33].
- 1903 : Zzxjoanw pour tambour en Maori.[réf. souhaitée]
- 1951 : un faux roi Baudouin de Belgique, rend visite à une école ; blague estudiantine du 21 novembre 1951[34].
- 1978 : les ronds d'extraterrestres (cercles de culture, ou agroglyphes), réalisés, au départ, par deux fermiers anglais, Doug Bower et Dave Chorley, dans la région d'Avebury dans le district de Marlborough.
- 1990 : le canular du monoxyde de dihydrogène[35].
- vers 1998 : la fausse interview de Bjarne Stroustrup sur le C++ par IEEE Computer[36].
- 2005 : le canular téléphonique de l'imitateur Gérald Dahan, qui se fit passer pour Jacques Chirac et demanda à l’équipe de France de football de mettre la main sur le cœur lors de l'hymne national précédant le match France-Irlande en septembre 2005.[réf. souhaitée]
- 2009 : Chako Paul est une ville fictive, issue d'un canular des médias chinois et censée être habitée par 25 000 femmes et aucun homme. Le canular prétend qu'elle aurait été fondée en 1820 par une riche veuve, haïssant les hommes en général[37],[38].
- 2009 : les Dix créatures mythiques de Baidu sont une façon pour les chinois de tourner en dérision la censure de l'encyclopédie en ligne Baidu Baike[réf. nécessaire].